# 小行星3937
小行星3937（3937 Bretagnon）是一颗绕太阳运转的小行星，为主小行星带小行星。该小行星于1932年3月14日发现。

## 轨道参数
小行星3937的轨道半长轴为3.0658772 UA，离心率为0.030。